# NGC 1007
NGC 1007 is een sterrenstelsel van ongebruikelijke aard  (Engels: peculiar galaxy) in het sterrenbeeld Walvis. Het hemelobject werd op 15 januari 1865 ontdekt door de Duitse astronoom Albert Marth.

## Synoniemen
- PGC 9967
- MCG 0-7-59
- ZWG 388.69